# Il-Mellieħa
Il-Mellieħa (engelska: Mellieħa) är en ort och kommun i republiken Malta. Den ligger i den nordvästra delen av landet, 16 kilometer väster om huvudstaden Valletta. I kommunen finns hamnen Ċirkewwa med färjeförbindelse till ön Gozo.